# Misone (ceramografo)
Misone (in greco antico: Μύσων?, Mýsōn; fl. 500 a.C. / 475 a.C.) è stato un ceramografo greco antico, attivo ad Atene nel periodo tardo arcaico delle figure rosse.

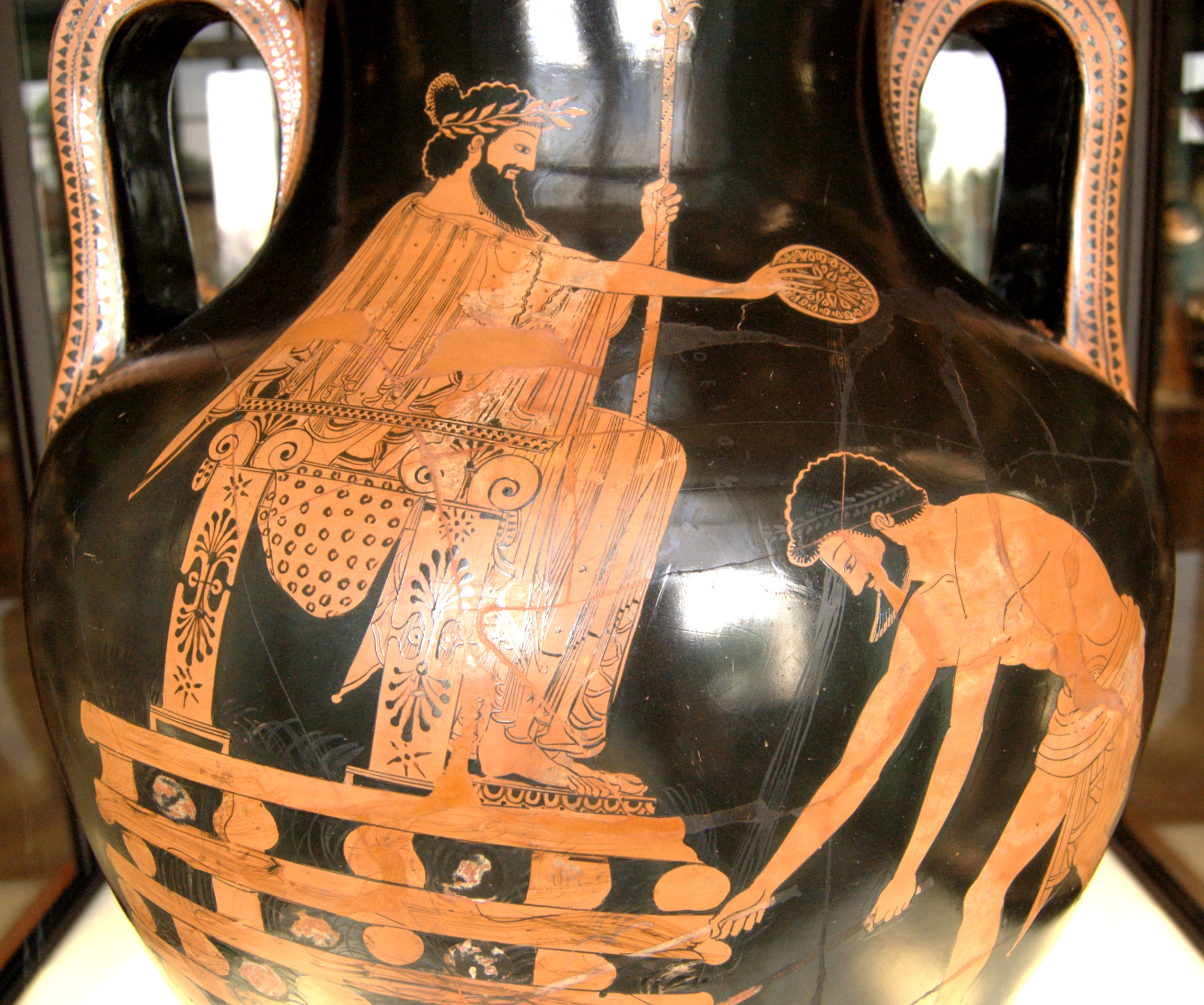
Misone, anfora di tipo A, Creso sulla pira. Parigi, Museo del Louvre G 197.

La sua firma, come ceramista e ceramografo, ci è giunta, a grandi caratteri dipinti in rosso, sul collo di un cratere a colonnette frammentario dedicato sull'acropoli di Atene dallo stesso ceramografo, in una fase tarda della sua attività. Era pratica frequente da parte dei ceramografi attici dedicare sull'acropoli un'opera creata in completa autonomia, come dimostrano altri ritrovamenti simili, ad esempio il piatto dedicato da Epitteto (Atene, Museo archeologico nazionale, Acropolis Coll. 2.6).
Misone, la cui personalità è stata ricostruita originariamente da John Beazley il quale lo ha indicato come il fondatore del gruppo dei Manieristi, è un pittore di vasi grandi, soprattutto crateri a colonnette, una forma frequente e molto comune in questo periodo: circa settanta esemplari nel corpus delle opere attribuite a Misone, costituito da circa novanta vasi.
Notevoli e differenti rispetto alla comune produzione di Misone sono l'anfora di tipo A del Louvre G 197, il cratere a calice del British Museum E 458 e l'anfora panatenaica del Museo archeologico nazionale di Firenze 3982, quest'ultima vicina allo stile del Pittore di Pan. Queste opere sembrano appartenere ad una fase giovanile del lavoro di Misone, ancora influenzata dalla qualità di maestri come Phintias e Eufronio. L'anfora, in particolare, appartiene ad una fase della storia di questa tipologia in cui le figure si presentavano non più inquadrate all'interno del pannello, una tipologia sviluppata dal Pittore di Berlino. La produzione più commerciale del periodo successivo, rappresentata dai crateri a colonnette e dalle pelikai, si avvicina, per stile e tipologia dei vasi, alla similare produzione del gruppo dei Manieristi (in gran parte suoi allievi, almeno quelli della prima generazione) pur mantenendo un livello qualitativo più elevato.
Nel gruppo dei Manieristi l'allievo più vicino a Misone sembra essere stato il Pittore del maiale, il quale si pensa abbia rilevato la bottega del maestro.